# Christoph Brandner
Pour les articles homonymes, voir Brandner.
Christoph Brandner (né le 5 juillet 1975 à Bruck an der Mur en Autriche) est un joueur de hockey sur glace professionnel qui évolue au poste d'ailier gauche.

## Carrière de joueur
En 1994, il débute avec le EC Kapfenberg en élite autrichienne. En 1996, il signe au EC Klagenfurt AC avec qui il remporte le titre en 2000 et 2001. Il est choisi en 2002 au cours du repêchage d'entrée dans la Ligue nationale de hockey par le Wild du Minnesota en 8e ronde, en 237e position. Il remporte la DEL en 2003 avec les Krefeld Pinguine. Il part alors en Amérique du Nord. Il devient le premier joueur autrichien à inscrire un but dans la LNH avec le Wild. En 2005, il signe au Södertälje SK pensionnaire de l'Elitserien. Après un passage aux Hambourg Freezers, il est de retour à Klagenfurt en 2008.

## Carrière internationale
Il représente l'Autriche en senior depuis 1997. Il a participé aux Jeux olympiques d'hiver de 2002.

## Trophées et honneurs personnels
DEL
- 2002: participe au Match des étoiles.
- 2002: reçoit le trophée Hockey News du meilleur ailier.
- 2003: participe au Match des étoiles.
- 2003: termine meilleur buteur.
- 2003: reçoit le trophée Hockey News du meilleur ailier.
- 2002: reçoit le trophée Hockey News meilleur joueur de la ligue.
- 2007: participe au Match des étoiles.

## Statistiques
| Saison     | Équipe            | Ligue      |    | Saison régulière | Saison régulière | Saison régulière | Saison régulière | Saison régulière |   | Séries éliminatoires | Séries éliminatoires | Séries éliminatoires | Séries éliminatoires | Séries éliminatoires |
| Saison     | Équipe            | Ligue      | PJ | B                | A                | Pts              | Pun              | PJ               | B | A                    | Pts                  | Pun                  |                      |                      |
| 1994-1995  | EC Kapfenberg     | Autriche   | 30 | 12               | 10               | 22               | 0                | -                | - | -                    | -                    | -                    |                      |                      |
| 1995-1996  | EC Kapfenberg     | Autriche   | 33 | 11               | 4                | 15               | 12               | -                | - | -                    | -                    | -                    |                      |                      |
| 1996-1997  | EC Klagenfurt AC  | Autriche   | 55 | 14               | 4                | 18               | 49               | -                | - | -                    | -                    | -                    |                      |                      |
| 1997-1998  | EC Klagenfurt AC  | Autriche   | 39 | 17               | 13               | 30               | 22               | -                | - | -                    | -                    | -                    |                      |                      |
| 1998-1999  | EC Klagenfurt AC  | Autriche   | 54 | 31               | 18               | 49               | 22               | -                | - | -                    | -                    | -                    |                      |                      |
| 1999-2000  | EC Klagenfurt AC  | Autriche   | 34 | 29               | 19               | 48               | 30               | -                | - | -                    | -                    | -                    |                      |                      |
| 2000-2001  | EC Klagenfurt AC  | Autriche   | 6  | 6                | 2                | 8                | 4                | -                | - | -                    | -                    | -                    |                      |                      |
| 2000-2001  | Krefeld Pinguine  | DEL        | 59 | 24               | 24               | 48               | 34               | -                | - | -                    | -                    | -                    |                      |                      |
| 2001-2002  | Krefeld Pinguine  | DEL        | 50 | 30               | 25               | 55               | 20               | 3                | 1 | 0                    | 1                    | 4                    |                      |                      |
| 2002-2003  | Krefeld Pinguine  | DEL        | 49 | 28               | 17               | 45               | 26               | 14               | 9 | 9                    | 18                   | 8                    |                      |                      |
| 2003-2004  | Wild du Minnesota | LNH        | 35 | 4                | 5                | 9                | 8                | -                | - | -                    | -                    | -                    |                      |                      |
| 2003-2004  | Aeros de Houston  | LAH        | 37 | 7                | 7                | 14               | 18               | 2                | 1 | 0                    | 1                    | 0                    |                      |                      |
| 2004-2005  | Aeros de Houston  | LAH        | 26 | 5                | 3                | 8                | 15               | -                | - | -                    | -                    | -                    |                      |                      |
| 2005-2006  | Södertälje SK     | Elitserien | 25 | 3                | 2                | 5                | 10               | -                | - | -                    | -                    | -                    |                      |                      |
| 2006-2007  | Hambourg Freezers | DEL        | 48 | 22               | 10               | 32               | 16               | 7                | 1 | 1                    | 2                    | 6                    |                      |                      |
| 2007-2008  | Hambourg Freezers | DEL        | 47 | 18               | 20               | 38               | 36               | 8                | 3 | 2                    | 5                    | 6                    |                      |                      |
| 2008-2009  | EC Klagenfurt AC  | EBEL       | 47 | 19               | 23               | 42               | 46               | 11               | 6 | 1                    | 7                    | 6                    |                      |                      |
| 2009-2010  | EC Klagenfurt AC  | EBEL       | 28 | 13               | 6                | 19               | 20               | 7                | 2 | 2                    | 4                    | 6                    |                      |                      |
| 2010-2011  | EC Klagenfurt AC  | EBEL       | 42 | 18               | 11               | 29               | 32               | 15               | 8 | 4                    | 12                   | 4                    |                      |                      |
| 2011-2012  | EC Klagenfurt AC  | Autriche   | 47 | 10               | 11               | 21               | 16               | 15               | 0 | 2                    | 2                    | 6                    |                      |                      |
| Totaux LNH | Totaux LNH        | Totaux LNH | 35 | 4                | 5                | 9                | 8                |                  |   |                      |                      |                      |                      |                      |